# Anacroneuria genualis
Anacroneuria genualis är en bäcksländeart som först beskrevs av Navás 1932.  Anacroneuria genualis ingår i släktet Anacroneuria och familjen jättebäcksländor. Inga underarter finns listade i Catalogue of Life.